# Log pri Brezovici
Log pri Brezovici – wieś w Słowenii, wraz z wsią Dragomer siedziba gminy Log-Dragomer. W 2018 roku liczyła 1724 mieszkańców.